# «لیتل بیلی» رودز
«لیتل بیلی» رودز (انگلیسی: "Little Billy" Rhodes؛ ۱ فوریه ۱۸۹۵ – ۲۴ ژوئیهٔ ۱۹۶۷) بازیگر اهل ایالات متحده آمریکا بود.
از فیلم‌هایی که وی در آن‌ها نقش داشته‌است، می‌توان به بلندپرواز باش، مرا ستاره کن، ماری آنتوانت، جادوگر شهر از و پالی، هنرمند سیرک اشاره نمود.